# Бурбон-Сицилия
Бурбон-Сицилия е клон на испанската кралска династия Бурбон-Испания, крале на Неапол (1759 – 1799, 1799 – 1806, 1815 – 1816), на Сицилия (1759 – 1816) и на Двете Сицилии (1816 – 1861).

## Фердинандо I
След приключването на Войната за полското наследство (1734) на Испания са върнати отнетите ѝ през 1714 г. кралства Неапол и Сицилия. Крал Карлос III ги предоставя на третия си син Фердинандо IV (1759 – 1816). Той предпочита да стои далеч от държавните дела, затова преобладаващо влияние в политическия живот на страната придобиват неговата съпруга Мария-Каролина, дъщеря на австрийската императрица Мария Терезия, и нейния фаворит Джон Актон. През 1798 г., след дълги колебания Фердинандо IV се включва във войната срещу републиканска Франция на страната на Втората европейска коалиция. Френските войски му отнемат Южна Италия (Неаполитанското кралство) и кралят се спасява в Сицилия, под защитата на английския флот. По настояване на британското правителство е принуден през 1812 г. да даде конституция на острова и да проведе реформи в либерален дух. През 1815 г. Виенският конгрес му връща престола в Неапол и страната получава названието Кралство на Двете Сицилии, където владетелят управлява под името Фердинандо I. Връща в Сицилия старите феодални порядки, но в Южна Италия се съобразява с въведените от французите демократични промени. Вследствие на въоръжен натиск от страна на либералната опозиция (1820) кралят въвежда конституционно управление, но австрийската окупация на Неапол и Сицилия му позволява да възстанови абсолютизма (1821).
След смъртта на кралица Мария-Каролина Фердинандо I сключва морганатичен брак с Лучия Милячо, херцогиня Де Флоридия. От първата си съпруга има седем деца: Мария-Тереза (1772 – 1807), втора жена австрийския император Франц II; Луиза-Мария (1773 – 1802), омъжена за Фердинанд III фон Хабсбург, велик херцог на Тоскана; Франческо I; Мария-Кристина (1779 – 1849), сключила брак със сардинския крал Карло-Феличе ди Савоя; Мария-Амалия (1782 – 1866) – с френския крал Луи-Филип; Мария-Антония (1784 – 1806) – с испанския крал Фернандо VII; Леополдо (1790 – 1851). Принц Леополдо ди Салерно, се жени за Мария-Клементина, дъщеря на австрийския император Франц II. Има дъщеря Мария-Каролина (1822 – 1869), която е омъжена за херцог Анри д’Омал, син на последния френски крал Луи-Филип.

## Франческо I
Фердинандо I е наследен от първородния си син Франческо I (1825 – 1830). Още като престолонаследник новият крал си спечелва значителна популярност, солидаризирайки се с либералите и настоявайки за реформи в желания от тях дух. Определен е за наследник на своя баща по време на вълненията през 1820 г. След възкачването си на престола обаче попада изцяло под австрийско влияние и управлява като едноличен монарх.
Франческо I се жени за Мария-Клементина, дъщеря на австрийския император Леополд II, а след като овдовява – за Мария-Изабела, дъщеря на испанския крал Карлос IV. Неговата дъщеря от първия му брак Мария-Каролина (1798 – 1870) се омъжва за херцог Шарл-Фердинанд дьо Бари, а след убийството му – за граф Еторе Лукези-Пали. От втория му брак се раждат дванадесет деца: 1. Луиза-Карлота (1804 – 1844), омъжена за своя вуйчо Франсиско де Паула, херцог на Кадис; 2. Мария-Кристина (1806 – 1878), която става четвърта съпруга на испанския крал Фернандо VII, а след смъртта му сключва брак с Фернандо Муньос, херцог Де Риансарес; 3. Фердинандо II; 4. принц Карло ди Капуа (1811 – 1862), сключил морганатичен брак с Пенелопа Смит, графиня Маскали; 5. граф Леополдо ди Сиракуза (1813 – 1860), който няма наследници от своята съпруга Мария-Филиберта, дъщеря на сардинския крал Карло-Алберто ди Савоя; 6. Мария-Антония (1814 – 1898), омъжена за Леополд II, велик херцог на Тоскана; 7. граф антонио-Паскуале ди Лече (1816 – 1843), починал неженен; 8. Амалия (1818 – 1857), съпруга на Себастиан де Бурбон, инфант на Испания и Португалия; 9. Каролина-Фердинанда (1820 – 1861), сключила брак с граф Карлос-Луис де Монтемолин, претендент за испанския престол; 10. Мария-Тереза-Кристина (1822 – 1889), омъжена за бразилския император Педро II; 11. граф Лодовико д’Акуила (1824 – 1897); 12. Франческо де Паула (1827 – 1897). Граф Лодовико д’Акуила сключва брак с Жануария, дъщеря на бразилския император Педро I и поставя началото на графската линия Бурбон-Рокагулиелма, която просъществува до 1968 г. Франческо де Паула, граф на Трапани, се жени за Изабела, дъщеря на Леополд II, велик херцог на Тоскана. Баща е на: Мария-Антония (1851 – 1938), омъжена за граф Алфонсо ди Казерта и Каролина (1856 – 1941), съпруга на граф Анджей Замойски.

## Фердинандо II
Франческо I е наследен от първородния си син Фердинандо II (1830 – 1859). Новият крал е енергичен владетел и се опитва да прокара реформи, с които да отстрани слабостите в системата на управление. Разочарова обаче либералите в техните надежди, че ще ограничи абсолютизма на предшествениците си. През 1849 г. в Кралството на Двете Сицилии избухва революция, по време на която островът обявява своята независимост. За да сложи край на вълненията Фердинандо II подписва конституция, но скоро след това с помощта на армията установява пълен контрол над страната. Отменя всички нововъведения и установява строг полицейски режим.
Първи брак – за Мария-Кристина (1812 – 1836), дъщеря на сардинския владетел Виторио-Емануеле I ди Савоя.
- Франческо II (1836 – 1894)

Втори брак – за Мария-Тереза (1816 – 1867), дъщеря на херцог Карл фон Хабсбург-Тешен.
- Граф Лодовико ди Трани (1838 – 1886), съпруга Матилда (1843 – 1925), дъщеря на баварския херцог Максимилиан-Йозеф
  - Мария-Тереза (1867 – 1909), омъжена за княз Вилхелм фон Хоенцолерн
- Алберто (1839 – 1944)
- Алфонсо ди Казерта (1841 – 1934), съпруга Мария-Антония (1851 – 1938), дъщеря на Франчческо де Паула, граф на Трапани
  - Фердинандо ди Калабрия (1869 – 1960), съпруга Мария (1872 – 1954), дъщеря на баварския крал Луудвиг III
    - Антония (1898 – 1957), неомъжена
    - Мария-Кристина (1899 – 1985), омъжена за Мануел Сотомайор-Луна
    - Руджеро (1901 – 1914)
    - Барбара (1902 – 1927), омъжена за Франц-Ксавиер, граф Щолберг-Вернигероде
    - Луиза (Лучия, 1908 – 2001), омъжена за принц Йожен дьо Каринян
    - Урака (1913 – 1999), неомъжена

  - Карло (1870 – 1949), 1-ва съпруга Мария-Мерседес (1880 – 1904), дъщеря на испанския крал Алфонсо XII; 2-ра съпруга Луиза (1882 – 1958), дъщеря на парижкия граф Луи-Филип д’Орлеан
    - Алфонсо, „херцог на Калабрия“ и „граф на Казерта“ (1901 – 1964), съпруга Аличе (Алиса), дъщеря на пармския херцог Елия ди Бурбон (1)
      - Тереза ди Салерно (р. 1937), омъжена за Иниго Морено, маркиз де Лаула
      - Карло (1938 – 2015), женен за Анна (р. 1938), дъщеря на парижкия граф Анри д’Орлеан
        - Кристина (р. 1966)
        - Мария-Палома (р. 1967)
        - херцог Пиетро ди Ното (р. 1968)
        - Инес (р. 1971)
        - Виктория (р. 1976)

      - херцогиня Инес ди Саракуза (р. 1940), омъжена за Мануеле Моралес

    - Фердинандо (1903 – 1905) (1)
    - Изабела (1904 – 1985), омъжена за граф Ян Замойски (1)
    - Карло (1908 – 1936), неженен (2)
    - Мария-Долорес (1909 – 1996), 1-ви брак с Юзеф-Август Чарториски; 2-ри брак с Карлос Чиас (2)
    - Мария де лас Мерседес (1910 – 2000), омъжена за граф Хуан де Барселона (2)
    - Мария де ла Есперанса (1914 – 1905), омъжена за принц Педру де Алкантара II д’Орлеан-Браганса (2)

  - Франческо (1873 – 1876)
  - Мария-Имаколата (1874 – 1947), омъжена за принц Йохан-Георг фон Саксен-Ветин
  - Мария-Кристина (1877 – 1947), съпруга на Петер-Фердинанд фон Хабсбург, титулярен велик херцог на Тоскана
  - Мария-Пия (1878 – 1973), омъжена за бразилския принц Луиш д’Орлеан-Браанса
  - Мария-Джжузепина (1880 – 1971), неомъжена
  - Дженаро (1882 – 1944), съпруга графиня Беатриче Бордеза ди Вила Коли (1881 – 1963)
  - Рениеро де Кастро (1883 – 1973), съпруга Каролина (1896 – 1968), дъщеря на Анджей Замойски
    - Мария дел Кармен (1924 – 2018), неомъжена
    - Фернандо де Кастро (1926 – 2008), съпруга Шантал дьо Шаврон-Вилет (1925 – 2005)
      - Беатриче (р 1950), омъжена за принц Шарл-Наполеон Бонапарт (р. 1950)
      - Анна (р. 1957), омъжена за Жак Кошен (р. 1951)
      - Карло (р. 1963), съпруга Камила Гречани (р. 1971)

  - Филипо (1885 – 1949), 1-ви брак с Мария-Луиза (1896 – 1973), дъщеря на Еманюел д’Орлеан, херцог дьо Вандом; 2-ри брак с Одет Лабори (1902 – 1968)
    - Гаетано (1917 – 1984), съпругга Оливия Яроу (1917 – 1987) (2)
      - Адриано-Филипо ди Кастро (р. 1948), съпруга Линда-Роз Иденсон. Няма деца
      - Грегорио-Пиетро ди Кастро (р. 1950), съпруга Морийн-Марджъри Пауъл (р. 1951)
        - Кристиано-Пиетро (р. 1974)

  - Франческо д’Асизи (1888 – 1914), неженен
  - Габриеле (1897 – 1975), 1-ви брак с Маргарита Чарториска (1902 – 1929), дъщеря на Адам Чарториски; 2-ри брак с Цецилия Любомирска (1907 – 2001)
    - Антонио (1929 – 2019), съпруга Елизабет (1933 – 2022), дъщеря на херцог Филип-Албрехт фон Вюртемберт (1)
      - Франческо-Филипо (р. 1960), съпруга Александра фон Шенборн-Визентайд
      - Мария-Каролина (р. 1962), омъжена за Андреас Блумбах (р. 1963)
      - Дженаро (р. 1966), неженен
      - Мария-Анунциата (р. 1973), омъжена за граф Карл-Фридриф фон Кройтц (р. 1971)

    - Джовани (1933 – 2000), неженен (2)
    - Мария-Маргарита (1934 – 2014), омъжена за Луис де Гонзага-Малдонадо (р. 1932) (2)
    - Мария-Имакулата (1937 – 2020), омъжена за Мигел Гарсия де Саес (1921 – 1982) (2)
    - Казимиро (р. 1938), съпруга Мария-Кристина (р. 1933), дъщеря на херцо Амедей II ди Савоя-Аоста (2)
      - Лодовико (р. 1970), съпруга Кристина Аповиан (р. 1969)
      - Анна Чечилия (р. 1971), омъжена за граф Родолфо ду Винценс де Каузанс
      - Елена-София (р. 1973), неомъжена
      - Александро-Енрико (р. 1974), неженен
- Мария-Анунциата (1843 – 1871), омъжена за австрийския ерцхерцог Карл Лудвиг
- Мария-Имаколата (1844 – 1899), сключила брак с принц Карл-Салватор фон Хабсбургг-Тоскана
- граф Гаетано ди Джирдженти (1846 – 1871), съпруга Мария-Изабела (1851 – 1931), дъщеря на испанската кралица Исабела II. Няма деца.
- Джузепе (1848 – 1851)
- Мария-Пия ди Грация (1849 – 1882), омъжена за пармския херцог Роберто I;
- Винченцо (1851 – 1854)
- граф Паскуале ди Бари (1852 – 1904), съпруга Бланш дьо Марконе (1848 – 1926). Без деца.
- Луиза (1855 – 1874), съпруга на граф Енрико-Барди (Бурбон-Парма);
- Дженаро (1857 – 1867)[2][3]

## Франческо II
Франческо II (1859 – 1861), първородният син на Фердинандо II, прави всичко възможно, за да предотнрати присъединяването на кралството си към обединена Италия. въстанието в Сицилия и походът на Джузепе Гарибалди (1860), както и последвалата сардинска военна интервенция го принуждават да моли Наполеон II Бонапарт за подкрепа. Френският император обаче настоява да се изготви конституция за Неапол и да се даде независимост на Сицилия. Франческо II е принуден да отстъпи, но и това не спасява престола му. През 1861 г. кралството окончателно влиза в границите на нова Италия, а детронираният крал се установява в Рим, където умира през 1894 г.
Франческо II е женен за Мария-София (1841 – 1925), дъщеря на баварския херцог Максимилиан-Йозеф фон Вителсбах. Има само една дъщеря, Мария-Кристина (1869 – 1870), починала рано.

## Крале на Неапол, Сицилия и Двете Сицилии
- 1816 – 1825: Фердинандо I (12.1.1751 – 4.1.1825); крал на Неапол Фердинандо IV (1759 – 1799, 1799 – 1806, 1815 – 1816); крал на Сицилия Фердинандо III (1759 – 1816); син на испанския крал Карлос III
- 1825 – 1830: Франческо I (14.8.1777 – 8.12.1830), син на предходния
- 1830 – 1859: Фердинандо II (12.1.1810 – 22.5.1859), син на предходния
- 1859 – 1861: Франческо II (16.1.1836 – 27.12.1894), син на предходния